# Самміт (Нью-Йорк)
Самміт (англ. Summit) — місто (англ. town) в США, в окрузі Скогарі штату Нью-Йорк. Населення — 1072 особи (2020).

## Демографія
Згідно з переписом 2010 року, у місті мешкало 1148 осіб у 493 домогосподарствах у складі 315 родин. Було 926 помешкань
Расовий склад населення:
| - 96,9 % — білих - 1,0 % — азіатів - 0,6 % — чорних або афроамериканців - 0,1 % — корінних американців |

До двох чи більше рас належало 1,2 %. Частка іспаномовних становила 2,5 % від усіх жителів.
За віковим діапазоном населення розподілялося таким чином: 21,4 % — особи молодші 18 років, 58,7 % — особи у віці 18—64 років, 19,9 % — особи у віці 65 років та старші. Медіана віку мешканця становила 46,4 року. На 100 осіб жіночої статі у місті припадало 115,4 чоловіків;  на 100 жінок у віці від 18 років та старших — 111,7 чоловіків також старших 18 років.
Середній дохід на одне домашнє господарство  становив 58 515 доларів США (медіана — 51 726), а середній дохід на одну сім'ю — 71 818 доларів (медіана — 63 571). Медіана доходів становила 53 750 доларів для чоловіків та 35 500 доларів для жінок. За межею бідності перебувало 19,3 % осіб, у тому числі 31,0 % дітей у віці до 18 років та 7,8 % осіб у віці 65 років та старших.
Цивільне працевлаштоване населення становило 451 особа. Основні галузі зайнятості: освіта, охорона здоров'я та соціальна допомога — 23,3 %, мистецтво, розваги та відпочинок — 13,1 %, будівництво — 12,4 %.